# Thaksin-Universität

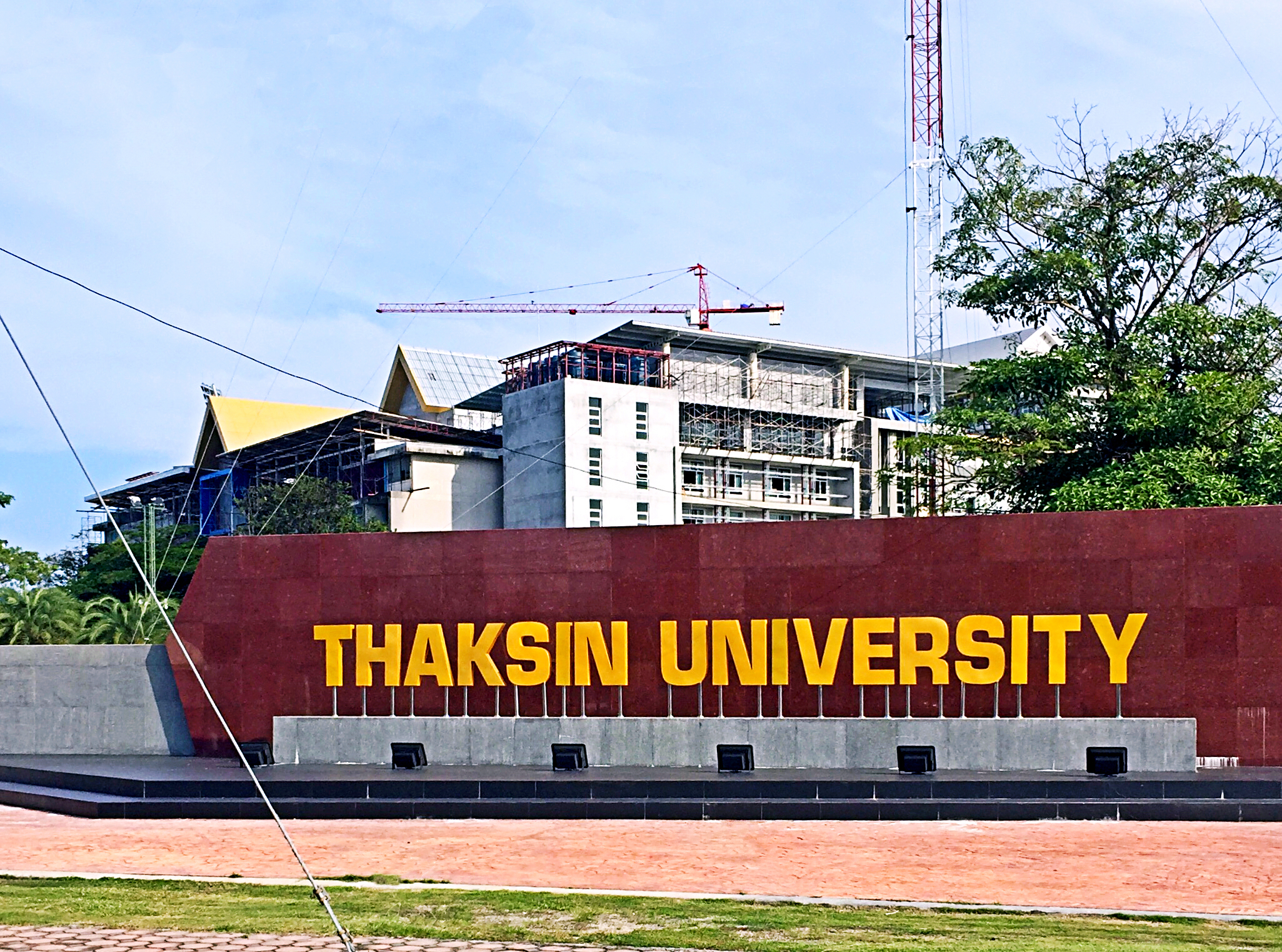
Thaksin University (2017)

Die Thaksin-Universität (Thai มหาวิทยาลัยทักษิณ, engl.: Thaksin University, kurz: TSU, übersetzt „Universität des Südens“) ist eine öffentliche Universität in Songkhla, Süd-Thailand.
Die Thaksin-Universität nahm 1968 als eine Ausbildungseinrichtung für Lehrer ihre Arbeit auf, ehe sie 1974 zu einem regionalen Campus der Srinakharinwirot-Universität gemacht wurde. Am 1. November 1996 erhielt die Universität schließlich als 23. staatliche Universität ihre Unabhängigkeit und wurde zu einer eigenständigen öffentlichen Einrichtung. Im Jahr 2008 waren bei der Thaksin-Universität 11.200 Studenten registriert.
Insgesamt arbeiten folgende Fakultäten und Institute in der Thaksin-Universität:
- Fakultät für Naturwissenschaften
- Fakultät für Geisteswissenschaft und Sozialkunde
- Fakultät für Pädagogik
- Institut der Kunde des südlichen Thailands

Neben dem Campus in Songkhla versorgt die Thaksin-Universität auch einen Campus in Phatthalung.
Das Motto der Universität lautet: „Entwicklung bedingt Intellekt und Moral“.